# Hero Fiennes Tiffin
Hero Beauregard Faulkner Fiennes Tiffin (Londen, 6 november 1997) is een Engels acteur en model. Hij is onder andere bekend om zijn hoofdrol als Hardin Scott in de filmreeks After. Hij portretteerde ook de elfjarige Marten Vilijn jr., de jonge versie van de  antagonist  Heer Voldemort, in  Harry Potter en de Halfbloed Prins.

## Familie
Fiennes Tiffin is de zoon van filmregisseurs George Tiffin en Martha Fiennes. Zijn zuster en broer zijn Mercy (die de rol van Little Georgiana speelde in The Duchess) en Titan Fiennes-Tiffin. Zijn oom is Ralph Fiennes, die de rol van de 'oude' Voldemort vertolkt in de Harry Potter-films. Hero Fiennes-Tiffin werd gekozen uit duizenden jonge acteurs die auditie deden voor de rol. 

## Carrière
Fiennes Tiffin begon zijn carrière in 2008, toen hij verscheen in het drama Bigga Than Ben. David Yates, de regisseur van de Harry Potter-films, zei dat Fiennes Tiffin was gecast vanwege zijn talent om 'het duistere deel' tussen de regels te vinden. Yates zei ook dat hij de rol niet kreeg vanwege zijn relatie met Ralph Fiennes, maar ontkende ook niet dat zijn familiebanden in zijn voordeel uitvielen. Yates beschreef hem als 'erg geconcentreerd en gedisciplineerd' en benadrukte ook dat hij 'de juiste hoekjes in de duisternis' kon vinden om zijn personage mee te bekleden.
Daarnaast kreeg Fiennes Tiffin ook de rol in de film After, gebaseerd op de romans geschreven door Anna Todd. Fiennes Tiffin heeft hierbij de hoofdrol gekregen als Hardin Scott, waarin hij een mysterieuze rol heeft. Zijn partner Josephine Langford kreeg de hoofdrol Tessa Young, een leergierige studente, lieve dochter en een trouwe vriendin. Vol grote ambities voor haar toekomst begint ze aan haar eerste semester op de universiteit waar een hele nieuwe wereld voor haar opengaat. Wanneer ze Hardin Scott ontmoet valt ze als een blok voor hem en beginnen ze aan een stormachtige relatie.
In 2020 is ook het tweede boek in de After-reeks verfilmd. De release van deze film, getiteld After We Collided, werd vanwege COVID-19 uitgesteld. Op 8 oktober 2020 ging de film in de Nederlandse bioscopen in première.

## Filmografie

### Film
| Jaar | Titel                                 | Rol                   | Notities              |
| ---- | ------------------------------------- | --------------------- | --------------------- |
| 2008 | Bigga Than Ben                        | Spartak               |                       |
| 2009 | Harry Potter en de Halfbloed Prins    | Marten Asmodom Vilijn | Jonge versie, 11 jaar |
| 2012 | Private Peaceful                      | Charlie               | Jonge versie          |
| 2019 | After                                 | Hardin Scott          |                       |
| 2020 | The Silencing                         | Brooks                |                       |
| 2020 | After We Collided                     | Hardin Scott          |                       |
| 2021 | After We Fell                         | Hardin Scott          |                       |
| 2022 | After Ever Happy                      | Hardin Scott          |                       |
| 2022 | First Love                            | Jim Albright          |                       |
| 2022 | The Woman King                        | Santo Ferreira        |                       |
| 2023 | After Everything                      | Hardin Scott          |                       |
| 2024 | The Ministry of Ungentlemanly Warfare | Henry Hayes           |                       |

### Televisie
| Jaar | Titel       | Rol         | Notities       |
| ---- | ----------- | ----------- | -------------- |
| 2018 | Safe        | Ioan Fuller | 8 afleveringen |
| 2018 | The Tunnel  | Leo         | 1 aflevering   |
| 2019 | Cleaning Up | Jake        | 6 afleveringen |
| 2020 | Day by Day  | Sam         | 1 aflevering   |